# André-Frank Liotard
Pour les articles homonymes, voir Liotard.
André-Frank Liotard, né le 27 février 1905 à Paris et mort le 16 janvier 1982 à Levallois Perret, est un pasteur et explorateur français. 

## Biographie
Liotard fait ses études secondaires à Fontainebleau puis ses études supérieures à Paris (lettres, théologie, histoire de l'art), à Chicago, à New York et à Baltimore. Il devient Professeur de langue et littérature française à l'université de Washington puis à celle de Maryland. 
Devenu Pasteur de l'église française de Washington, il part en 1939-1940 en mission militaire à Ankara puis, en août 1940, rejoint Washington avec le 1er contingent français aux États-Unis.
Lors du débarquement en Italie, il est aumônier militaire de la 1re division blindée (DB) qui sera envoyée en Allemagne.
Après la guerre, il est observateur au sein de l'expédition britannique en Terre de Graham de janvier à avril 1948. 
Nommé représentant du gouvernement en Terre Adélie, Liotard est chargé d'ouvrir un bureau de poste dans ce territoire revendiqué par la France. En novembre 1948, le navire Commandant Charcot appareille pour la Terre Adélie. Le navire est commandé par Max Douguet et Liotard est chargé de la direction de l'équipe scientifique et technique. Le premier accostage en février 1949 est un échec car la banquise est déjà formée. En septembre 1949, le navire part de nouveau et, le 20 janvier 1950, onze hommes sont débarqués sous la direction d'André-Frank Liotard. L'équipe installe la base de Port-Martin et, entreprend la première exploration de la Terre Adélie. Tous les objectifs de la mission sont atteints. En mars 1951, Liotard est chargé par les Expéditions polaires françaises des relations publiques, poste qu'il occupera jusqu'à sa brouille avec Paul-Émile Victor en 1955.
Il travaille ensuite de 1956 à 1958 au service d'information du Haut-Commissariat d'Afrique Occidentale à Dakar puis, en 1962-1963 au Rwanda avant d'entrer au centre de documentation de l'Ambassade de France en Turquie (1964-1968)
Il est de 1969 à 1975 Secrétaire Général de l'Institut de cinématographie scientifique.

## Publications
- 1952 : Terre Adélie : 1949-1952, avec Robert Pommier, Arthaud.
- 2004 : Journal d'André-Frank Liotard (Chef d'expédition Terre Adélie 1950).

## Hommages
- Chevalier du Mérite postal.

- Le glacier Liotard (en) en Antarctique, porte son nom.

- Un timbre à son effigie a été émis en 1985 par le service postal des Terres australes et antarctiques françaises[8].